# Gonzalos de Cintro
Gonzalos de Cintro o  Gonçalo de Sintra (?-1444?) fue un navegante y explorador portugués que participó en las expediciones patrocinadas por el rey Enrique el Navegante con el objetivo de circunnavegar África y alcanzar las Indias. 
Veterano de la conquista de Ceuta a los moros, viajó varias veces por las costas de lo que hoy es el Sáhara Occidental, donde hoy en día una bahía lleva su nombre. Murió en la bahía de Arguin, donde había desembarcado para aprovisionarse en uno de sus viajes, víctima de un asalto de la población nativa.
- Datos: Q5883406